# Winchester Castle
Winchester Castle är ett slott i Storbritannien.   Det ligger i grevskapet Hampshire och riksdelen England, i den södra delen av landet, 100 km sydväst om huvudstaden London. Winchester Castle ligger 65 meter över havet.
Terrängen runt Winchester Castle är platt. Runt Winchester Castle är det ganska tätbefolkat, med 172 invånare per kvadratkilometer. Närmaste större samhälle är Southampton, 18,6 km söder om Winchester Castle. Trakten runt Winchester Castle består till största delen av jordbruksmark.